# Länsväg 288
De Zweedse weg 288 (Zweeds: Länsväg 288) is een provinciale weg in de provincie Uppsala län in Zweden en is circa 61 kilometer lang.

## Plaatsen langs de weg
- Uppsala
- Gåvsta
- Skoby
- Alunda
- Gimo
- Östhammar

## Knooppunten
- E4 en Riksväg 55 bij Uppsala (begin)
- Länsväg 273 bij Skoby
- Länsväg 292 bij Gimo
- Riksväg 76 bij Östhammar (einde)